# クロストリジウム性アミノペプチダーゼ
クロストリジウム性アミノペプチダーゼ(Clostridial aminopeptidase、EC 3.4.11.13)は、以下の化学反応を触媒する酵素である。
プロリンやヒドロキシプロリンを含め、あらゆるN末端アミノ酸を遊離させる。しかし、Xaa-Pro-は切断できない。
この酵素は、Clostridium histolyticumが分泌する。Mn2+またはCo2+を必要とする。